# Kanaaldok

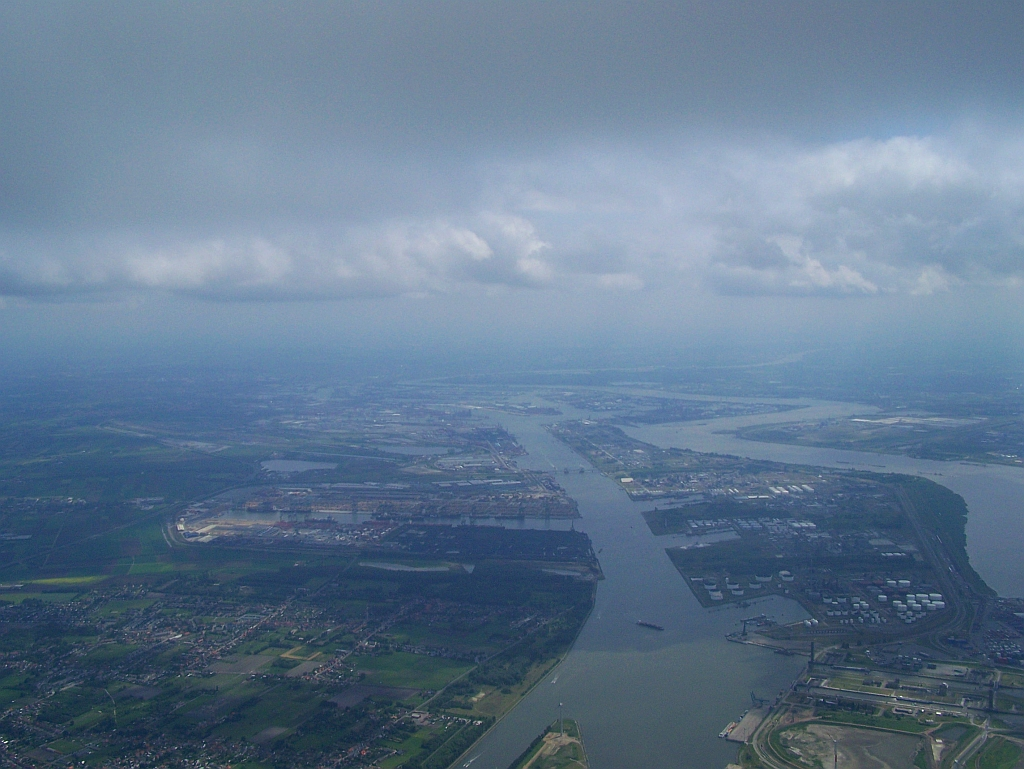
Kanaaldok richting zuiden centraal op de foto, Schelde rechts

Het Kanaaldok is een vaarweg voor zee- en binnenvaartschepen.
Kanaaldok B2 in de haven van Antwerpen begint vanaf de Noordlandbrug, praktisch aan de grens van België en Nederland en loopt langs de sluizencomplexen van de Zandvliet- en Berendrechtsluis. Verder sluit het voorbij de Lillobrug aan met de Insteekdokken van chemische bedrijven, onder andere Monsanto en Degussa, met Kanaaldok B1.
Kanaaldok B1 heeft een vaargeul van 400 meter breedte met 12,50 meter diepte, en Kanaaldok B2 is 170 meter breed met 12,50 meter diepte. Kanaaldok B3 is een kanaaldok dat "doodloopt" aan het BASF-concern. Kanaaldok B3 is eigenlijk een laad- en losdok dat 250 meter breed en 11,50 meter diep is. Het Schelde-Rijnkanaal en Kanaaldok B3 (BASF-dok) sluiten aan bij Kanaaldok B2. Kanaaldokken B1 en B2 zijn gezamenlijk 8.000 meter lang en 420 meter breed.

## Kanaaldok B1

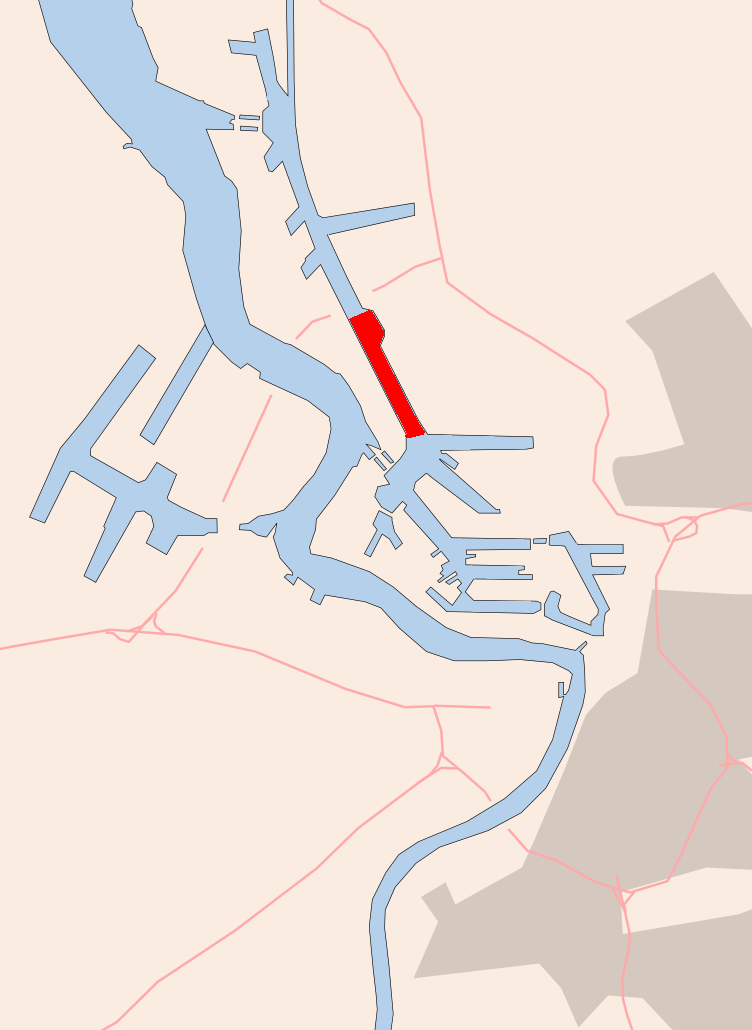
Locatie Kanaaldok B1

Kanaaldok B1 heeft aan zijn uitgestrekte lange kaden aan de even kant vanaf nr. 502 tot 616 vele havenconcessies liggen, waaronder Coil Terminal voor coils (staaldraad), Cargill o.a. kunstmest, Manufert, Ferchimex. Langs de Noorderlaan rijdt men langs een lange muur van rijen containers die tot vijf hoog opgestapeld zijn. Het is al meermaals gebeurd dat tijdens hevig stormweer met windkracht 10, 11 beaufort de bovenste containers afwaaiden en op de rijbaan terechtkwamen. Met het hevige stormweer van half januari 2007 viel er een container op de rijweg langs de Berendrechtsluis.
Aan de schuinlopende inwaartse kade van 524 en 526 lag tot maart 2012 het Kerkschip en is er ook een inhamschuildok voor binnenvaart en duwvaart. Het kerkschip werd verplaatst naar het houtdok. Aan nr. 528 tot 540 zijn de lig- en werkplaatsen van de U.R.S. (Union Remorqages Service) sleepboten, die de Scheldedienst uitmaken voor het assisteren van zeeschepen. Daar voorbij ligt de imposante lange Lillobrug met een spanwijdte van ong. 450 meter, 30 meter breed en 80 meter nuttige vaarbreedte.
De oneven kant van Kanaaldok B1 begint noordelijk van de Boudewijnsluis met de nummering 497 tot 541. Aan 501 en 503 ligt het Vopak-concern met zijn witte opslagtanks voor chemicaliën. Van 505 tot 541, eigenlijk tot aan de Lillobrug, ligt de kilometerslange, brede en uitgestrekte Covestro-Lanxess-concessie. Deze chemische fabriek bestrijkt een oppervlakte vanaf het Kanaaldok B1 tot de Schelde en van het zuidelijk gelegen Hansadok (noordkant) tot aan de Lillobrug. Het Kanaaldok B1 heeft een oppervlakte van 145,33 ha.

## Kanaaldok B2

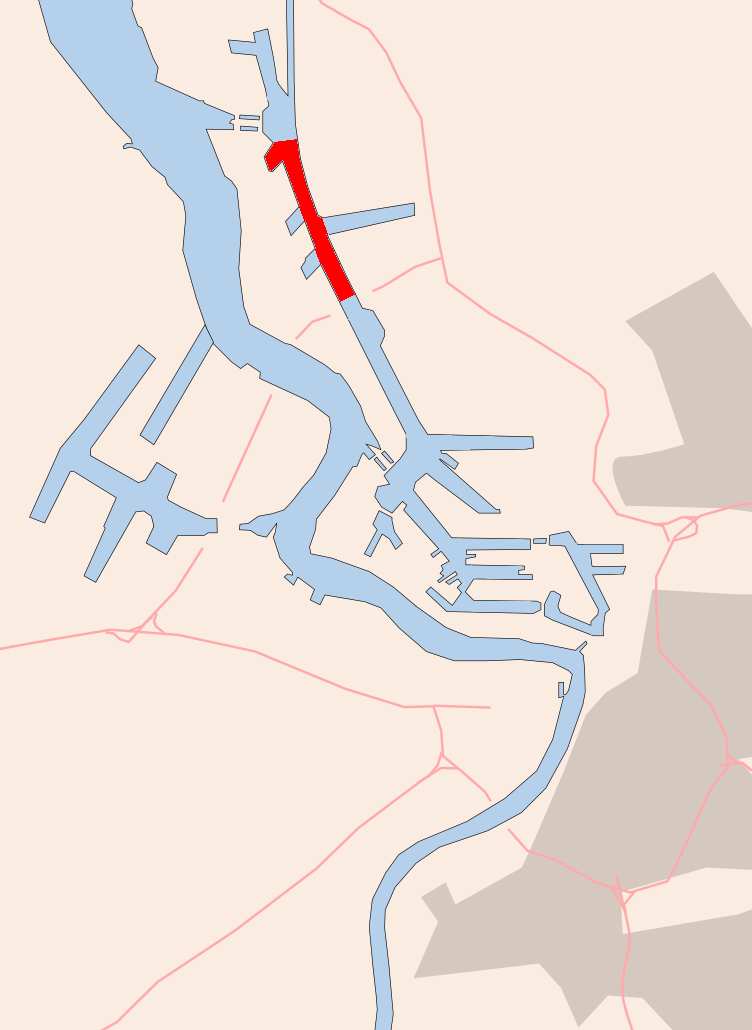
Locatie Kanaaldok B2

Kanaaldok B2 begint voorbij en noordelijk van de Lillobrug de even nummeringen vanaf 600 tot 624, de hoek van het Bevrijdingsdok. Aan de nummers 600 tot 610 liggen de Stadssleepboten, de HKD-SD (Havenkapiteindienst-Sleepdienst-Stad Antwerpen) met zijn burelen en werkplaatsen.
Aan nr. 614 tot 618, schuine kade, zijn de ligplaatsen voor duwvaart en wachtende lege duwbakken. Aan 618 tot 624 ligt de vernieuwde en moderne Noordnatie.
Aan de oneven kant van Kanaaldok B2 en eveneens noordelijk van de Lillobrug liggen de chemische concessies van Evonik (voordien Degussa), Oil Tanking NV (voordien Gamatex) en Monsanto, die zich tussen de 621 en 629 nummeringen bevinden, met tevens een breed insteekdok. Nafta heeft verderop zijn groot insteekdok met de nummeringen 641 tot rondom het dok 649. Daar heeft Solvay ook zijn grote concessie. Verderop, bijna aan de Berendrechtsluis ligt het uitgestrekte petrochemische concern van GPA (Gunvor Petroleum Antwerpen) (voorheen IBR en BRC). Deze chemiereus beslaat de oppervlakte vanaf de Schelde tot Kanaaldok B2 met tevens een breed insteekdok met de nummeringen 661 tot 665. Kanaaldok B2 beslaat zelf een oppervlakte van 213,45 ha, inclusief met de 3 insteekdokken.

## Kanaaldok B3

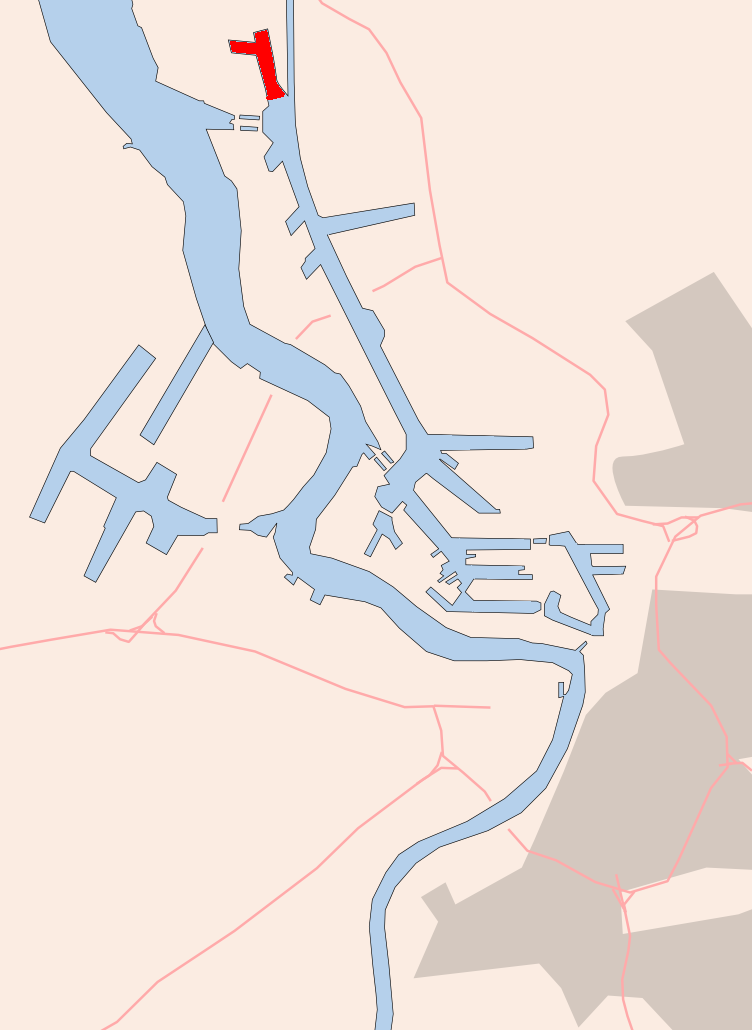
Kanaaldok B3

Kanaaldok B3 (250 meter breed en 11 meter diep en 81,29 ha) is eigenlijk een insteekdok en van BASF. De nummering loopt rondom, van de westkant tot de oostkant, vanaf 709 tot 775.
Tussen de BASF-nummeringen 709 tot 715 zijn de aansluitingen voor tankschepen voor laden en lossen door bemiddeling van landkranen. Aan 717 zijn er aansluitingen voor chloor- en zwavelpijpen. In het westelijk gerichte BASF-insteekdok van 719 tot 729, zijn er verplaatsbare zakkenladers en laadbuizen voor stortgoederen. Aan nr. 751 en 753 ligt er een T-steiger. Aan de noordwestelijke regio van dit BASF-concern liggen uitgestrekte rangeer-spoorwegen.
Deze chemiereus heeft bijna een oppervlakte van een stad. Kanaaldok B3 eindigt in de fabrieksregio. De Schelde-Rijnverbinding sluit eigenlijk aan het Kanaaldok B2, en loopt langs Kanaaldok B3. Rechtover de grote zeesluizen ligt Berendrecht. De Scheldelaan gaat over twee van de grootste sluizen ter wereld en rondt het BASF-concern langs de Belgische-Nederlandse grens, en komt over de brede Noordlandbrug. Daar sluit de Scheldelaan aan met de A12 tussen Antwerpen en Rotterdam.

## Noordelijke Scheldekant
Aan de Scheldekant zijn de nummeringen 851 tot 869 van de Europaterminal met zijn gigantische containerkranen. Voorbij de Zandvliet- en Berendrechtsluizen zijn de nummeringen 901 tot 915 van de Noordzeeterminal, eveneens vertegenwoordigd met gigantische containerkranen. Vlak aan de Scheldegrens met Nederland ligt de Electrabelconcessie. In 1988 werd met de bouw van deze nieuwe terminals begonnen, zodat deze terminals in 1990 voltijds en continu in werking kwamen. De zeeschepen en binnenvaart liggen dan wel op de stroom en hebben af te rekenen met de getijden.

## Kanaaldok - Albertkanaal
Aan deze Kanaaldokken komen andere dokken in uit, zoals het Bevrijdingsdok, Churchilldok en het Zesde Havendok. Het Kanaaldok gaat verder, via het sluizencomplex van de Boudewijnsluis en Van Cauwelaertsluis, het Marshalldok, een petroleumhaven, en loopt zo verder door naar het Hansadok, waar ook het Leopolddok, het Vierde en Vijfde Havendok in uitkomen, en Amerikadok. Nabij deze dokken draait en splitst het Kanaaldok door naar het Albertdok, waar het Tweede Havendok en Derde Havendok in uitkomen. Verderop liggen de "fruitkaaien" aan nr. 180 tot 190.
Anderzijds gaat het Kanaaldok ook door langs de Royerssluis en Siberiabrug, naar het Straatsburgdok, om uiteindelijk te eindigen in het Albertkanaal.
Het Kanaaldok is een vaarroute voor doorvarende schepen, die naar de insteekdokken moeten of die hun reis verder zetten vanuit de haven van Antwerpen. Het Kanaaldok heeft voorrang op schepen die uit de "darsen" of dokken komen. Zelfs schepen die uit de sluizen varen, naar het Kanaaldok, moeten voorrang geven aan de passerende schepen. Hier moet men overschakelen op het VHF-werkkanaal 74 om de radio-oproepen van dokloodsen op de zeeschepen en binnenvaartbewegingen te kunnen volgen.
Het Kanaaldok varieert in diepgang. Zo is bijvoorbeeld nabij de sluizencomplexen van Boudewijn- en Van Cauwelaertsluis en het Marshalldok, 9,50 meter diep, terwijl aan de Berendrecht- en Zandvlietsluis het 13 à 15 meter diep kan zijn.
Op de Antwerpse rechteroever van de Schelde:
Albertdok · Amerikadok · Asiadok · Bevrijdingsdok · Bonapartedok · Churchilldok · Derde Havendok · Eerste Havendok · Graandok · Hansadok · Houtdok · Industriedok · Kanaaldok · 
Kattendijkdok · Kempisch dok · Kooldok · Leopolddok · Lobroekdok · Margueriedok · Marshalldok · Noordschippersdok · Petroleumdok · Sasdok · Schippersdok · Schuildok voor Lichters · Siberiadok · Steendok · Straatsburgdok · Suezdok · Tweede Havendok · Verbindingsdok · Vierde Havendok · Vijfde Havendok · Willemdok · Zesde Havendok · Zuiderdokken
Op de Oost-Vlaamse linkeroever van de Schelde:
Deurganckdok · Doeldok · Noordelijk Insteekdok · Saeftinghedok · Verrebroekdok · Vrasenedok · Waaslandkanaal · Zuidelijk Insteekdok